# James Alfred Wanklyn

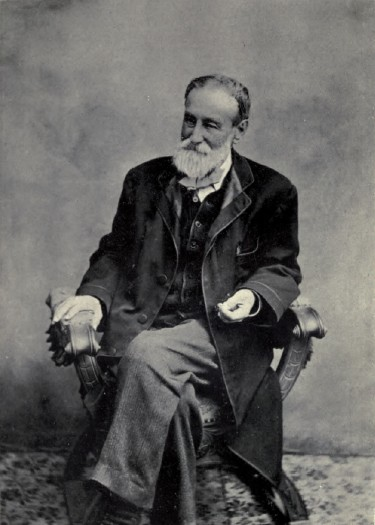
James Alfred Wanklyn

James Alfred Wanklyn (Ashton-under-Lyne, 18 de fevereiro de 1834 – New Malden19 de julho de 1906) foi um químico inglês. Conhecido principalmente por seu "método do amoníaco" de determinação da qualidade da água e seus argumentos afiados para com aqueles, como Edward Frankland, que se opunham a ele em relação à análise da água. Trabalhou com Frankland, Robert Bunsen e Lyon Playfair. Foi professor de química da London Institution após 1864, e muitos de seus artigos foram publicados naquela instituição.
Participou do Congresso de Karlsruhe de 1860.

## Publicações selecionadas
- Tea, coffee and cocoa: a practical treatise on the analysis of tea, coffee, cocoa, chocolate, maté (Paraguay tea), etc., London: Trubner and Company, 1874
- Milk-analysis. A practical treatise on the examination of milk and its derivatives, cream, butter, and cheese, London: Trubner and Company, 1874
- Air-analysis: a practical treatise on the examination of air. With an appendix on illuminating gas, London: Kegan Paul, Trench, Trubner and Company, 1890
- Arsenic, London: Kegan Paul, Trench, Trubner and Company, 1901
- Sewage Analysis, 2nd edition, London: Kegan Paul, Trench, Trubner and Company, 1905
- Water-analysis, a practical treatise on the examination of potable water, 11th edition, London: Kegan Paul, Trench, Trubner and Company, 1907